# Gran Premio motociclistico delle Nazioni 1950
Il Gran Premio motociclistico delle Nazioni 1950 fu il sesto e ultimo appuntamento del motomondiale 1950.
Si svolse il 10 settembre 1950 sul circuito di Monza e vide la vittoria di Geoff Duke su Norton in 350 e 500, di Dario Ambrosini nella Classe 250, di Gianni Leoni nella Classe 125 e di Eric Oliver (in coppia con Lorenzo Dobelli) nei sidecar.
Per l'unica volta nella stagione furono presenti in gara tutte e 5 le classi che sono ammesse a concorrere nel motomondiale. Essendo anche l'ultima gara della stagione si determinarono definitivamente i titoli mondiali che vennero conquistati dai piloti italiani Bruno Ruffo e Dario Ambrosini rispettivamente nelle Classe 125 e 250, dal pilota britannico Bob Foster nella Classe 350, dall'italiano Umberto Masetti nella Classe 500 e dalla coppia britannico-italiana Eric Oliver-Lorenzo Dobelli tra i sidecar.

## Classe 500

### Arrivati al traguardo
| Pos. | Pilota               | Moto       | Tempo     | Punti |
| ---- | -------------------- | ---------- | --------- | ----- |
| 1    | Geoff Duke           | Norton     | 1:11:06.3 | 8     |
| 2    | Umberto Masetti      | Gilera     | +50.7     | 6     |
| 3    | Arciso Artesiani     | MV Agusta  | +1:36.7   | 4     |
| 4    | Alfredo Milani       | Gilera     | +1:36.9   | 3     |
| 5    | Carlo Bandirola      | Gilera     | +1:59.8   | 2     |
| 6    | Dickie Dale          | Norton     | +2:00.1   | 1     |
| 7    | Leslie Graham        | AJS        | +2:04.7   |       |
| 8    | Johnny Lockett       | Norton     | +2:21.9   |       |
| 9    | Giuseppe Colnago     | Gilera     | +1 giro   |       |
| 10   | Harold Daniell       | Norton     | +1 giro   |       |
| 11   | Edward Frend         | AJS        | +1 giro   |       |
| 12   | Guido Leoni          | MV Agusta  | +2 giri   |       |
| 13   | Armando Miele        | Gilera     | +2 giri   |       |
| 14   | Dante Bianchi        | Moto Guzzi | +2 giri   |       |
| 15   | Bob Foster           | AJS        | +2 giri   |       |
| 16   | Georges Monneret     | Norton     | +3 giri   |       |
| 17   | Auguste Goffin       | Norton     | +3 giri   |       |
| 18   | Benoît Musy          | Moto Guzzi | +3 giri   |       |
| 19   | Adelmo Mandolini     | Moto Guzzi | +3 giri   |       |
| 20   | Lodovico Facchinelli | Gilera     | +4 giri   |       |
| 21   | Dario Basso          | Gilera     | +4 giri   |       |
| 22   | Libero Liberati      | Moto Guzzi | +4 giri   |       |

## Classe 350

### Arrivati al traguardo
| Pos. | Pilota           | Moto      | Tempo   | Punti |
| ---- | ---------------- | --------- | ------- | ----- |
| 1    | Geoff Duke       | Norton    | 59:18   | 8     |
| 2    | Leslie Graham    | AJS       | +1.0    | 6     |
| 3    | Harry Hinton     | Norton    | +1.2    | 4     |
| 4    | Dickie Dale      | Norton    | +7.0    | 3     |
| 5    | Bill Lomas       | Velocette | +1:02.3 | 2     |
| 6    | Cecil Sandford   | AJS       | +1:05.1 | 1     |
| 7    | Reg Armstrong    | Velocette | +1:05.3 |       |
| 8    | Edward Frend     | AJS       | +1:50.2 |       |
| 9    | Tommy Wood       | Velocette | +1:50.3 |       |
| 10   | Georges Monneret | AJS       | +1 giro |       |
| 11   | Bob Matthews     | Velocette | +1 giro |       |
| 12   | P. Monneret      | AJS       | +1 giro |       |
| 13   | Ernie Thomas     | Velocette | +1 giro |       |

## Classe 250

### Arrivati al traguardo
| Pos | Pilota             | Moto       | Tempo     | Punti |
| --- | ------------------ | ---------- | --------- | ----- |
| 1   | Dario Ambrosini    | Benelli    | 1:23:03.3 | 8     |
| 2   | Fergus Anderson    | Moto Guzzi | +58.1     | 6     |
| 3   | Bruno Francisci    | Benelli    | +1:28.1   | 4     |
| 4   | Claudio Mastellari | Moto Guzzi | +2:38.7   | 3     |
| 5   | Alano Montanari    | Moto Guzzi | +1 giro   | 2     |
| 6   | Ugo Plebani        | Moto Guzzi | +1 giro   | 1     |
| 7   | Elio Scopigno      | Moto Guzzi | +1 giro   |       |
| 8   | Armando Miele      | Benelli    | +1 giro   |       |
| 9   | Onorato Francone   | Moto Guzzi | +2 giri   |       |
| 10  | Ernaldo Casprini   | Moto Guzzi | +2 giri   |       |
| 11  | B. Falconi         | Moto Guzzi | +2 giri   |       |
| 12  | Lanfranco Baviera  | Moto Guzzi | +3 giri   |       |

## Classe 125

### Arrivati al traguardo
| Pos | Pilota           | Moto        | Tempo   | Punti |
| --- | ---------------- | ----------- | ------- | ----- |
| 1   | Gianni Leoni     | FB Mondial  | 45:44.4 | 8     |
| 2   | Carlo Ubbiali    | FB Mondial  | +0.8    | 6     |
| 3   | Luigi Zinzani    | Moto Morini | +0.9    | 4     |
| 4   | Bruno Ruffo      | FB Mondial  | +1:00.0 | 3     |
| 5   | Raffaele Alberti | FB Mondial  | +1:00.8 | 2     |
| 6   | Emilio Soprani   | Moto Morini | +2:36.7 | 1     |
| 7   | Romolo Ferri     | Moto Morini | +1 giro |       |
| 8   | Franco Bertoni   | MV Agusta   | +1 giro |       |
| 9   | Renato Magi      | MV Agusta   | +2 giri |       |
| 10  | Antonio Ronchei  | MV Agusta   | +2 giri |       |
| 11  | W. Zijlaad       | MV Agusta   | +2 giri |       |
| 12  | Renato Poggi     | MV Agusta   | +2 giri |       |
| 13  | Lucchi           | MV Agusta   | +3 giri |       |

## Classe sidecar

### Arrivati al traguardo
| Pos | Pilota          | Passeggero          | Moto       | Tempo   | Punti |
| --- | --------------- | ------------------- | ---------- | ------- | ----- |
| 1   | Eric Oliver     | Lorenzo Dobelli     | Norton     | 43:03.2 | 8     |
| 2   | Ercole Frigerio | Ezio Ricotti        | Gilera     | +2:43.8 | 6     |
| 3   | Hans Haldemann  | Josef Albisser      | Norton     | +3:05.0 | 4     |
| 4   | Jakob Keller    | Gianfranco Zanzi    | Gilera     | +1 giro | 3     |
| 5   | Ernesto Merlo   | Dino Magri          | Gilera     | +1 giro | 2     |
| 6   | Fritz Mühlemann | Marie Mühlemann     | Norton     | +1 giro | 1     |
| 7   | Henry Meuwly    | Pierre Devaud       | Gilera     | +1 giro |       |
| 8   | A. Del Corno    | n.d.                | Moto Guzzi | +2 giri |       |
| 9   | Roberto Besana  | n.d.                | Triumph    | +2 giri |       |
| 10  | Willy Wirth     | Fred Schürtenberger | Gilera     | +2 giri |       |
| 11  | Julien Deronne  | Johnny Anthony      | Norton     | +2 giri |       |
| 12  | Luigi Marcelli  | n.d.                | Gilera     | +2 giri |       |
| 13  | Carlo Vittone   | n.d.                | Carrù      | +2 giri |       |
| 14  | Benoît Musy     | n.d.                | MV Agusta  | +2 giri |       |
| 15  | Poggi           | n.d.                | Moto Guzzi | +3 giri |       |